# Altenhof (Gemeinde Schönberg)
Altenhof ist ein Ort und eine Katastralgemeinde der Marktgemeinde Schönberg am Kamp im Bezirk Krems-Land in Niederösterreich. Die Ortschaft hat 60 Einwohner (Stand 1. Jänner 2024).

## Geografie
Der Ort liegt im Kamptal am linken Flussufer zwischen Stiefern und Plank am Kamp. Die Seehöhe bei der Kapelle beträgt 244,703 Meter. Die Fläche der Katastralgemeinde umfasst 1,15 km². Im Jahre 2010 hatte der Ort 102 Einwohner (51 männliche und 51 weibliche Einwohner).

## Postleitzahl
In der Marktgemeinde Schönberg am Kamp finden mehrere Postleitzahlen Verwendung. Altenhof hat die Postleitzahl 3564.

## Bevölkerungsentwicklung
| Jahr      | 1830 | 1846 | 1869 | 1951 | 1961 | 1981 | 1991 | 2001 |
| --------- | ---- | ---- | ---- | ---- | ---- | ---- | ---- | ---- |
| Einwohner | 96   | 82   | 100  | 83   | 72   | 65   | 56   | 72   |

## Geschichte
Vom 6. bis 11. Jahrhundert befand sich im Ortsgebiet von Altenhof ein Mühlsteinbruch, der 1995 umfassend archäologisch untersucht wurde.
Ebenso wie das benachbarte Plank am Kamp schenkte Markgraf Leopold III. von Österreich, der Heilige, Altenhof 1113 dem Stift Melk. Das an der großen Schlinge des Kamps gelegene kleine Straßendorf hat seinen Namen von einem „Alten Hof“, von dem aber heute nichts mehr zu sehen ist. Das Stift Melk, seit 1113 Besitzer von Plank, hatte 1400 auch Altenhof inne und gab den Ort an die Stockhorner als Lehen. Heinrich und Georg Stockhorner hatten um diese Zeit ihre Stammfeste in Stockern (bei Maria Dreieichen). Später übergab das Stift Melk sein Besitztum Altenhof an die Herrschaft Buchberg, bei der es bis zum Ende der Feudalzeit verblieb. Im Jahr 1822 wurde der Ort als Dorf mit 15 Häusern erwähnt, das nach Unterplank eingepfarrt war und wohin auch die Kinder eingeschult wurden. Die Herrschaft Buchberg besaß die Ortsobrigkeit und besorgte die Konskription, während die Herrschaft Gars die Landgerichtsbarkeit ausübte.
Mit der Inbetriebnahme der Kamptalbahn entwickelte sich Altenhof zu einer kleinen Sommerfrische mit einigen wenigen Sommerfrische-Villen. Laut Adressbuch von Österreich waren im Jahr 1938 in Altenhof ein Gastwirt, ein Gemischtwarenhändler, ein Schneider und ein Landwirt ansässig. Weiters gab es im Ort eine Pension. Nach 1945 konnte der Ort nicht mehr an die Tradition der Sommerfrische anschließen. Veränderte Reisegewohnheiten, aber auch der Bau der Kamptal-Stauseen, der zu einem starken Temperaturrückgang des von zahlreichen Badeanstalten gesäumten Kamps führte, entzogen dem Tourismus im Kamptal seine wichtigsten Grundlagen. Seit der Gemeindezusammenlegung 1972 ist Altenhof eine Katastralgemeinde der Großgemeinde Schönberg am Kamp.

## Wirtschaft und Infrastruktur

### Weinbau
Altenhof ist der nördlichste Ort des Kamptals, in dem Weinbau betrieben wird.

### Verkehr
Altenhof liegt an der Kamptalstraße (B34). Der Ort liegt an der Kamptalbahn. Die ÖBB betreiben die Bedarfshaltestelle Altenhof am Kamp.
Zwei Radwanderwege, die Kamp-Thaya-March-Radroute und der Kamptalweg, führen durch Altenhof.

## Personen mit Bezug zum Ort
- Bodo Hell (* 1943), Schriftsteller; lebt in Wien und Altenhof[7]